# Вебвізор
Вебвізор (англ. WebVisor, рос. Вебвизор) — заборонений в Україні сервіс, що записує дії відвідувачів сайту та дозволяє переглядати їх у режимі «живого відео»; технологія для аналізу поведінки відвідувачів лічильника Яндекс.Метрика.

## Історія
2009-09-15 — система Вебвізор зафіксувала мільярдний клік.
2009-09-23 — кількість під'єднаних до системи Вебвізор сайтів досягла 5000.
2010-12 — Яндекс придбав технологію Вебвізор у ВАТ «Вебвізор», у рамках програми Я.Старт; вартість придбання не розголошується, на думку експертів вона може складати 300–500 тис. доларів США.
2011-04-21 — Вебвізор безкоштовно доступний користувачам Яндекс.Метрика.

## Можливості
За допомогою вебвізора власник сайту може відтворити дії відвідувачів у форматі відео і дізнатися, що вони роблять на кожній сторінці, як здійснюють навігацію:
- як пересувають курсор миші,
- на котрі посилання клікають[3],
- де виділяють і копіюють текст,
- як здійснюють прокрутки сторінок[8].

Детальний аналіз поведінки відвідувачів допомагає виявити проблеми в навігації, логіці та юзабіліті, а в результаті — підвищити конверсію сайту.
На сторінці звіту міститься список відвідувань із додатковою інформацією:
- тип трафіку — звідки саме прийшов користувач (перехід на сайт із контекстної реклами, з глобальних пошукових систем, з інших сайтів, внутрішній чи безпосередньо введенням URL у браузері);
- країна, з якої було виконано доступ до сайту;
- тип операційної системи;
- тип браузера;
- час і тривалість відвідування;
- кількість переглянутих сторінок відвідувачем;
- роздільна здатність монітору;
- IP-адреса користувача[9].

До кожної відвіданої сторінки долучається зріз хронології дій користувача. Кожній дії відповідає певний колір.
Для зручності пошуку відвідувань і створення інформаційних зрізів за даними передбачена система фільтрації.

## Використання
Вебвізор потребує активації на сторінці налаштування коду лічильника Яндекс.Метрика.
Тривалість завантаження відеоролика залежить від тривалості записаного відвідування.
Після накопичення великої кількості відвідувань слід формувати фокус-групи відвідувачів, робити за ними вибірки й аналізувати поведінку всередині кожної групи. Вебвізор надає для цього необхідні інструменти: систему фільтрів для сегментування відвідувань, механізм встановлення цілей.
Найкориснішим буде Вебвізор під час розгляду поведінки відвідувачів на ключових сторінках сайту, де відвідувач виконує ключову дію або приймає важливе рішення.

## Обмеження
Проглянути дії відвідувача може тільки власник ресурсу.
При відтворенні відвідування Вебвізор не показує значення полів для введення пароля.
Взаємодія відвідувача з Flash-елементами не записується, але записуються рухи миші над Flash-елементами.
Система забезпечує репрезентативність вибірки, записуючи відвідування рівномірно протягом доби, але не більше 1000 відвідувань на день.
Термін зберігання даних спостережень Вебвізора 14 днів.

## Технічні особливості
Відтворення відвідувань підтримується у більшості сучасних декстоп-браузерів, зокрема: Internet Explorer 8+, Firefox 2+, Safari, Opera 9+, Google Chrome та Яндекс.Браузер.
Встановлення коду з увімкненим Вебвізором не збільшує навантаження на сайт, оскільки вся робота із запису дій відбувається у браузерах відвідувачів уже після того, як вони завантажили сторінку з сайту.
Запис перегляду однієї сторінки, залежно від її розміру і тривалості перегляду, генерує від 200 байт до 4 Кбайт вихідного трафіку.
Можливе неточне відтворення відвідувань на сторінках із великою кількістю дефектів HTML-верстки, у більшості випадків Вебвізор здатний адаптуватись до дефектів HTML-структури.